# شوريدة الشيرازي
محمّد تفي بن عبّاس الشيرازي المتخلص بـ شوريدَة (يعني: ذاهل، غافل؛ تلميح للحالة النفسية له في الشعر) ولقب أولاً بـ مجد الشعراء ثم فصيحُ المُلك (بالفارسية: شوریده شیرازی) ( 1857 - 13 أكتوبر 1926) شاعر ضرير إيراني. اشتهر بفنونه الشعري الكلاسيكي ومواهبه الشخصي وهو من شعراء العصر القاجاري وشعره مديحٌ وغزلٌ وشكوی في الأكثر وله ديوان وله معرفة بقصص ونوادر العرب في العصر الإسلامي والجاهلي. كان يميل إلى التصوف المتطرِّف.

## سيرته
هو محمد تقي بن عباس الشيرازي يتصل نسبه بأهلي الشيرازي. ولد في شيراز عام 1274 هـ / 1857 م وفي سن السابعة أصيب بمرض الجدري وعمي ما بعد ذلك وظل أعمى طول حياته. وبعد عامين، توفي والده ثم كفّلته خاله. حجَّ في عام 1871 (1288 هـ) مع خاله ثم سافر إلى جنوب إيران في 1891 ثم رحل إلى طهران في 1893 رافقاً مع رئيس الوزراء فحصل حظا وافرا في بلاط القاجاري. له مدائح في ناصر الدين ومظفر الدين ولُقِّبَ بفصيح المُلك. ثم عاد إلى مسقط رأسه في 1896 وتأهل في 1905 وله أحفاد حتى الآن. 

بعد إلغاء الرق في محافظة فارس، هربت جاريته إلى القنصلية البريطانية في شيراز ونظم شوريدة بعض الشعر لها.
توفي الشوريدة الشيرازي في 13 أكتوبر 1926/ 6 ربيع الثاني 1345 في شيراز ودفن في مقبرة السعدي الشيرازي.

## أعماله
- آذر: ديوانه الشعري وغزلياته
- كشف المواد: في تواريخ
- كتاب مكفوفون:‌ في السيرة الذاتية للمكفوفين الشهير
- تحقيق ديوان السعدي